# Robin Roberts
Robin Roberts (Tuskegee, 23 de novembro de 1960) é uma jornalista estadunidense que atualmente é âncora do programa Good Morning America da ABC.